# فرايدل ستيرن
فرايدل ستيرن (بالعبرية: פרידל שטרן‏) هي صحفية ورسامة توضيحية إسرائيلية، ولدت في 1917 في لايبزيغ في ألمانيا، وتوفيت في 29 أكتوبر 2006 في تل أبيب في إسرائيل.

## معرض صور

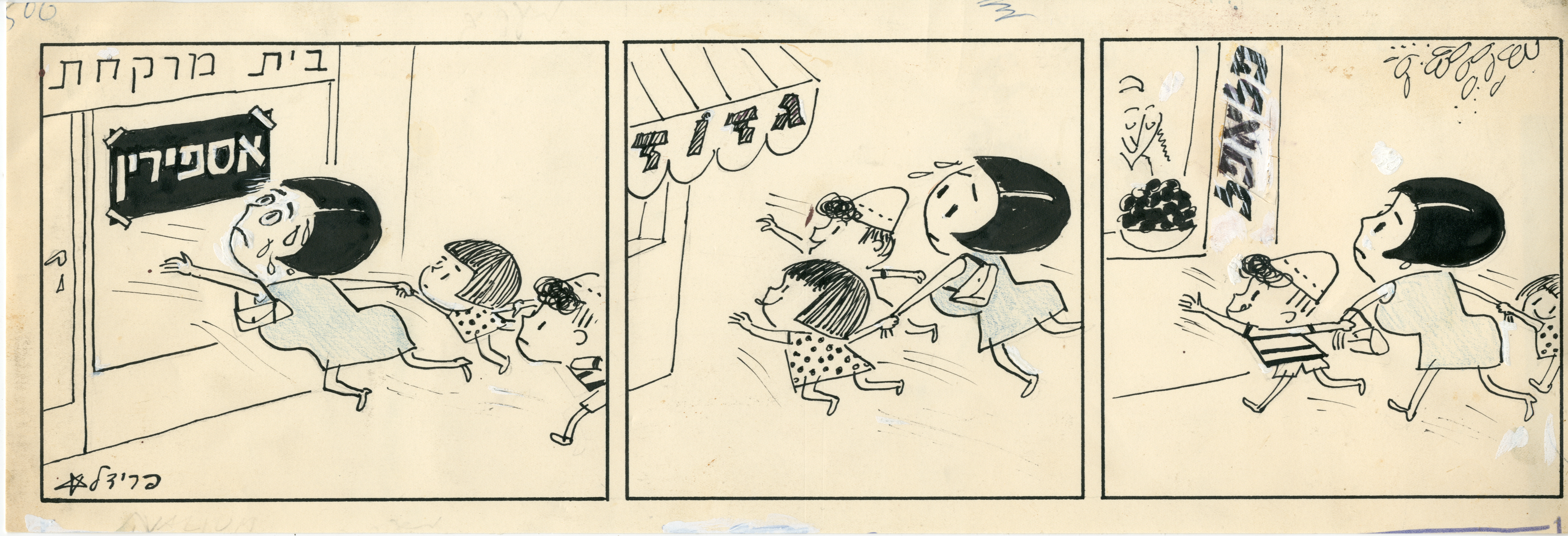
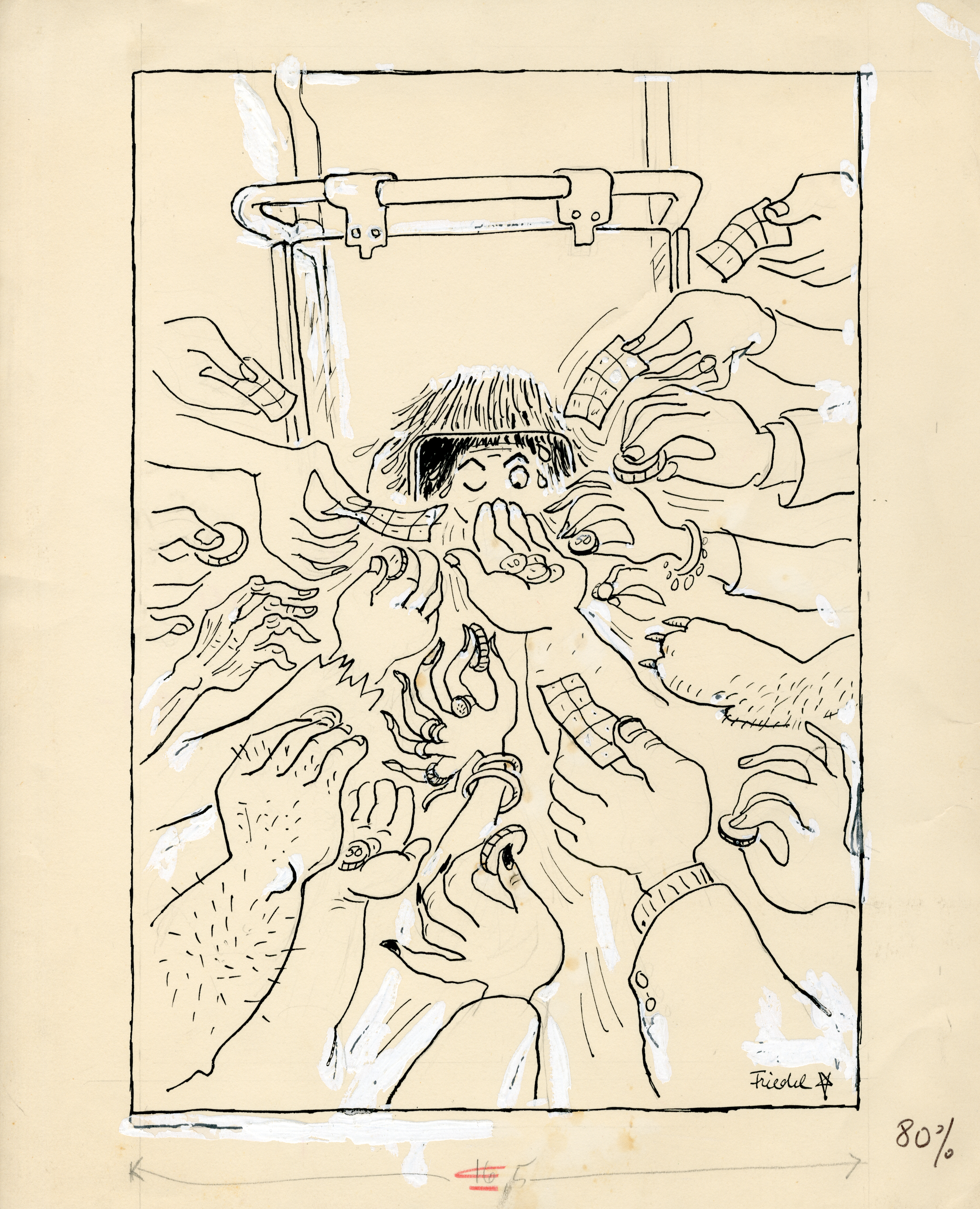
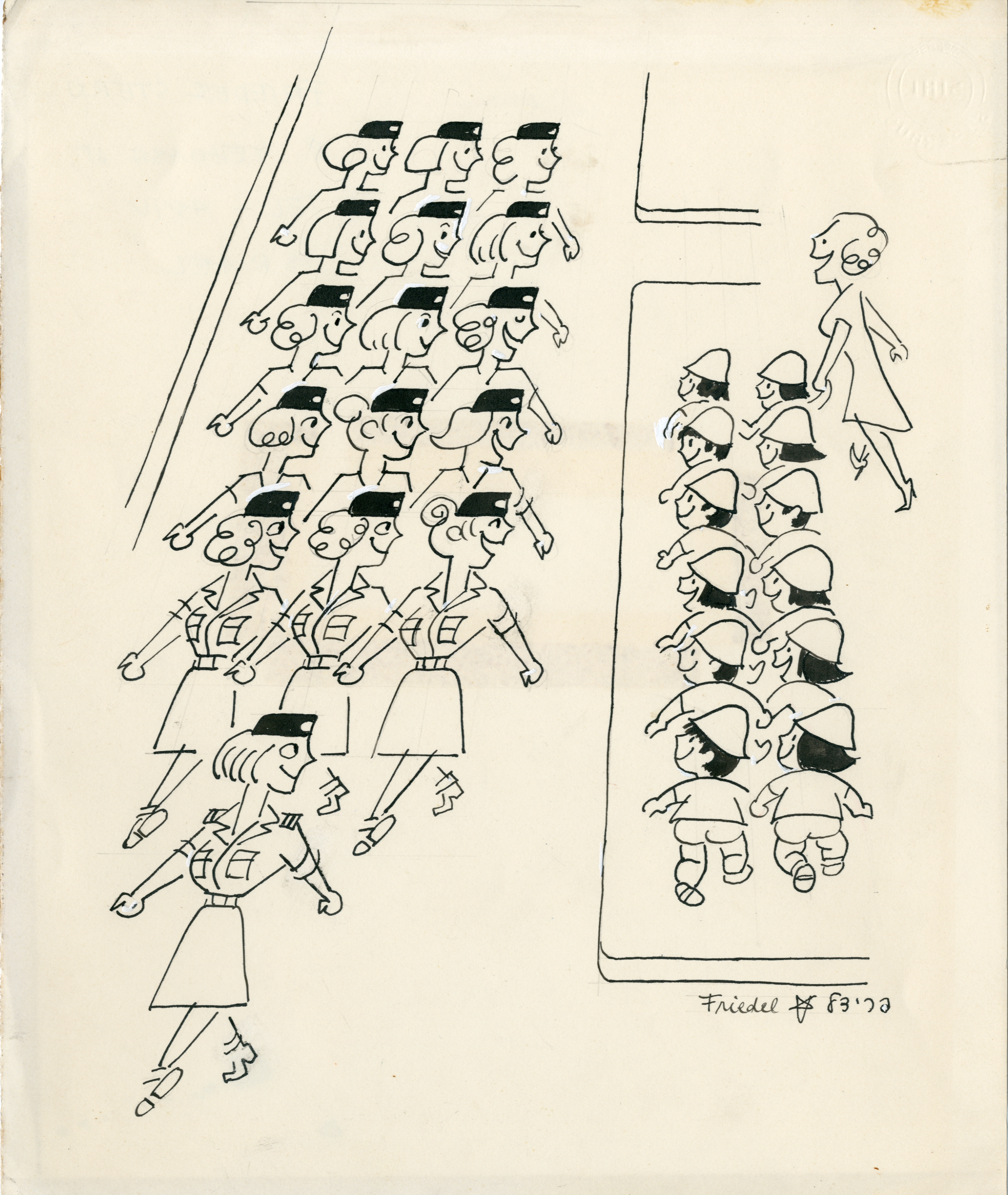
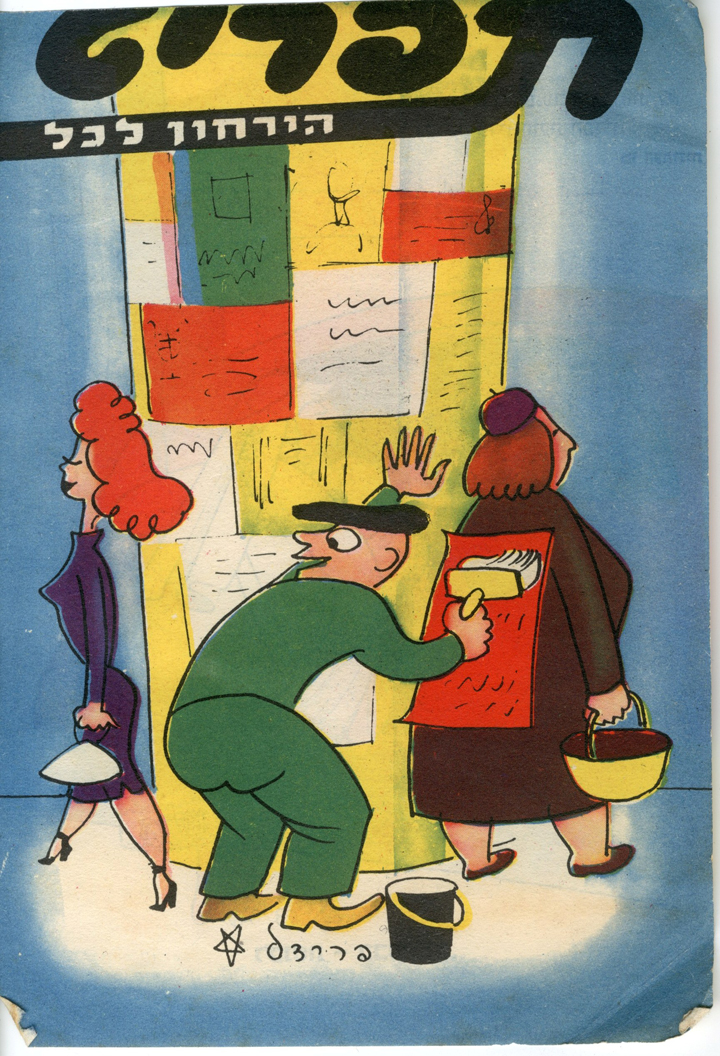
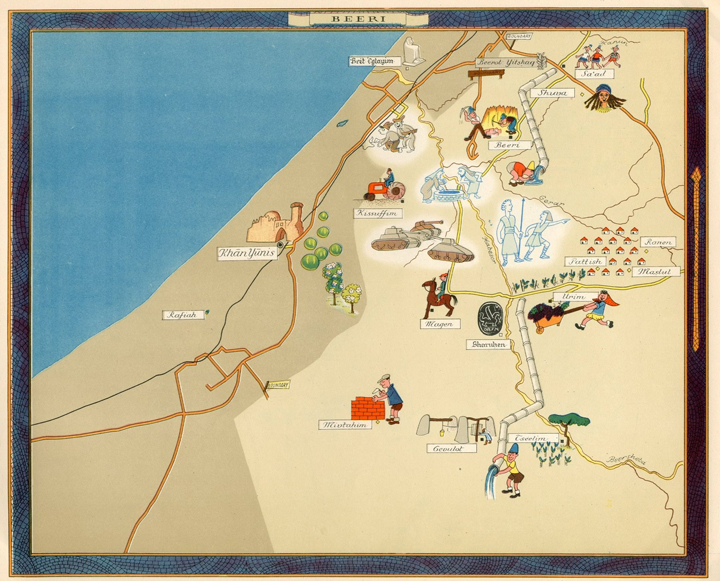